# Julius Wener
Carl Anders Julius Wener i riksdagen kallad Werner i Svartsjö, född 5 december 1821 i Sånga församling, Stockholms län, död 22 juni 1894 i Stockholm (folkbokförd i Sånga församling), var en svensk arrendator och riksdagsman.
Julius Wener var riksdagsledamot i andra kammaren för Färentuna, Sollentuna, Danderyds, Åkers och Värmdö domsagas valkrets 1867–1869.